# سنگ-کاغذ-قیچی
سنگ کاغذ قیچی یک بازی دونفره چینی است که توسط دست بازیکنان انجام می‌گیرد.
این بازی معمولاً به عنوان روشی برای انتخاب کردن در ابتدای بازی‌های دیگر به کار گرفته می‌شود. این کاربرد بسیار شبیه شیر یا خط برای انتخاب یک فرد خاص برای نقشی خاص در یک بازی است. همچنین برخی از افراد به این بازی هوا، آتش و اسفنج هم اضافه می‌کنند.

## روش بازی
دو بازیکن هر دو با هم شروع به شمردن تا سه می‌کنند. این شمارش لزوماً با شمردن اعداد نیست بلکه معمولاً با گفتن سه واژهٔ سنگ و قیچی و کاغذ انجام می‌پذیرد. در انتهای شمارش دست خود را که به حالت مشت بالا نگه داشته‌اند پایین آورده و به یکی از سه حالت مجاز درمی‌آورند. در نهایت بازیکن برنده بر اساس قوانینی که برتر هر یک از حالت‌ها بر حالت دیگر را معلوم می‌کنند، مشخص می‌شود. در صورت همسان بودن حالت‌های دست این عمل تا پیروزی یکی بر دیگری ادامه پیدا می‌کند.
حالت‌های مجاز دست:
سنگکه با مشت بسته نشان داده می‌شود 
قیچیکه با دست بسته و انگشتان میانه و اشاره به حالت کشیده شده نشان داده می‌شود. 
کاغذکه با کف دست و انگشتان به هم چسبیده و باز نشان داده می‌شود 
قوانین پیروزی:
- سنگ قیچی را می‌شکند. (برنده سنگ)
- قیچی کاغذ را می‌بُرد. (برنده قیچی)
- کاغذ سنگ را می‌پوشاند. (برنده کاغذ)

## نسخه‌های گسترش‌یافته
یکی از نسخه‌های مشهور گسترش‌یافته این بازی، سنگ-کاغذ-قیچی-مارمولک-اسپاک است.
این بازی موضوع یکی از قسمت‌های سریال آمریکایی تئوری بیگ بنگ بوده‌است.

## الگوی رفتاری بازیکنان
دانشمندان با بررسی رفتار بازیکنان این بازی متوجه شدند عموم آنها رفتاری پیش‌بینی‌پذیر دارند و بر اساس آن، می‌توان در بیشتر بازی‌ها برنده شد. اغلب مردم الگوهای پیش‌بینی‌پذیری در بازی سنگ-کاغذ-قیچی نشان می‌دهند که اگر طرف مقابل بتواند آن را تشخیص دهد، از نظر تئوری می‌تواند در همه بازی‌ها برنده شود.
به گفته دانشمندان، وقتی کسی برنده می‌شود، معمولاً همان حرکت پیشین را تکرار می‌کند؛ و اگر کسی بازنده شد، معمولاً به سراغ الگوی بعدی در توالی «سنگ - کاغذ - قیچی» می‌رود. به عنوان مثال، اگر در مرحله اول، فرد الف دست مشت کرده‌اش را به نشانه سنگ و فرد ب دست بازش را به علامت کاغذ پایین بیاورد، فرد ب برنده می‌شود. در مرحله دوم، فرد ب همان حرکت را تکرار کرده و کاغذ را نشان می‌دهد؛ فرد الف نیز به سراغ گزینه بعدی «سنگ-کاغذ-قیچی» یعنی کاغذ می‌رود و کاغذ می‌آورد، که نتیجه مساوی می‌شود. اما اگر فرد الف از این قانون مطلع باشد، می‌تواند حدس بزند که فرد ب همان کاغذ را می‌آورد و بنابراین او می‌تواند با انتخاب قیچی برنده شود!